# بناویله کهنه
بناویله کهنه، روستایی از توابع بخش نمشیر شهرستان بانه در استان کردستان ایران است.

## جمعیت
این روستا در دهستان نمه شیر قرار دارد و براساس سرشماری مرکز آمار ایران در سال ۱۳۸۵، جمعیت آن ۱۲۰ نفر (۲۵خانوار) بوده‌است.